# دهستان کانی‌بازار
دهستان کانی بازار نام دهستانی در بخش خلیفان شهرستان مهاباد، استان آذربایجان غربی در ایران است. بر اساس سرشماری مرکز آمار ایران در سال ۱۳۸۵، جمعیت آن ۱۰۱۹۹ نفر (۱۵۵۵ خانوار) بوده‌است.